# Ørland
Orland là một đô thị hạt Trøndelag, Na Uy. Nó là một phần của khu vực Fosen. Trung tâm hành chính của đô thị này là thị xã Brekstad.
Orland được thành lập như khu đô thị ngày 1 tháng 1 năm 1838 (xem formannskapsdistrikt). Bjugn đã được tách ra từ Orland năm 1853. Agdenes đã được tách ra từ Orland năm 1896. Orland nằm ở mũi phía Tây Nam của Fosen ở bờ biển phía bắc của cửa Trondheimsfjord.
Thu nhập cho đô thị này căn cứ không quân Orland là nguồn kinh tế chính mang lại thu nhập cho đô thị này (của Không quân Hoàng gia Na Uy), nông nghiệp, dịch vụ công cộng, và thương mại. Các ngành công nghiệp lớn là sữa và pho mát nhà máy Mascot Høie bedclothes. Brekstad, Uthaug và Opphaug là những làng lớn nhất trong Orland. Orland tuyên bố, thị trấn trong năm 2006 và sau đó mới nhất của thị trấn Na Uy. Brekstad đang được tiếp thị như thành phố.